# Aéroport international de Lungi
Pour les articles homonymes, voir FNA.
L'aéroport international de Lungi (code IATA : FNA • code OACI : GFLL) est un aéroport international situé dans la ville côtière de Lungi, en Sierra Leone, 15 km au nord de la capitale Freetown. Il sert le principal aéroport pour les vols intérieurs et internationaux à destination et en provenance de la Sierra Leone.

## Situation
| Bo Hastings Kenema Freetown Yengema |

## Compagnies et destinations
| Compagnies        | Destinations                          |
| ----------------- | ------------------------------------- |
| Air Peace         | Lagos-Murtala Muhammed                |
| Air Senegal       | Banjul, Dakar-B. Diagne               |
| ASKY Airlines     | Accra-Kotoka, Banjul, Lomé-G. Eyadéma |
| Brussels Airlines | Bruxelles-National, Monrovia-Roberts  |
| Kenya Airways     | Accra-Kotoka, Nairobi-J. Kenyatta     |
| Royal Air Maroc   | Casablanca-Mohammed-V                 |
| Turkish Airlines  | Istanbul, Ouagadougou                 |

Édité le 09/11/2017  Actualisé le 8/08/2023